# راگبی در برف

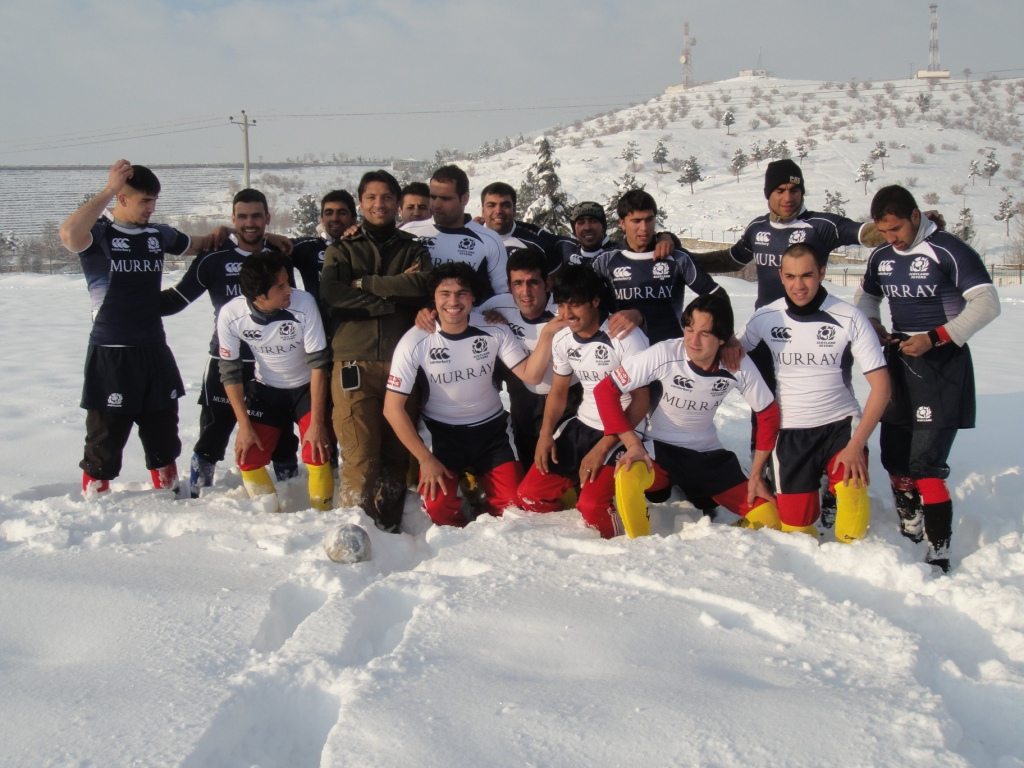
بازیکنان یک تیم راگبی در برف

راگبی در برف (به انگلیسی: Snow rugby) شکلی از انواع راگبی است که مخصوص فصل زمستان می‌باشد. این ورزش هنگامی برگزار می‌شود که سطح برف بسیار عمیق است. از جمله منطقه‌هایی که این ورزش در آن‌ها برگزار می‌شوند عبارتند از:کانادا، منطقه کشمیر در هند، کشورهای بالتیک، روسیه، شمال ایالات متحده آمریکا و فنلاند.